# Нонне, Николай Августович
Николай Августович фон дер Нонне (1836—1906) — русский инженер немецкого происхождения, городской инженер Баку. В 1898—1902 годах городской голова города Баку.

## Биография
Николай Августович фон дер Нонне родился 16 июня 1836 года в Петербургской губернии. Поступил в Первый Петербургский кадетский корпус, который он окончил в 1855 году. Затем служил офицером в 6-й сапёрном батальоне, в 1856 году получил направление на Кавказ.

В Капитуле ордена Святого Георгия 4-й степени под номером 10158 от 8 сентября 1859 года записан фон дер Нонне Николай Августович, поручик 1-го Кавказского саперного Его Императорского Высочества Великого Князя Николая Николаевича (старшего) батальона, которому Высочайшим приказом пожалован орден 
 «…за то, что в деле с горцами при переправе, в июле месяце 1859 г., через реку Андийское-Койсу, несмотря на сильный неприятельский огонь, с 19 человеками сапер навел с примерною быстротою мост». 
 «Сборник сведений о Георгиевских кавалерах и боевых знаках отличий Кавказских войск. Составлен по архивным документам А. Л. Гизетти». Тифлис, 1901 
В «Кавказских календарях» на разные годы даются сведения о послужном списке Николая Августовича фон дер Нонне:
- Штабс-капитан, адъютант 1-го Кавказского саперного Е. И. В. Князя Николая Николаевича старшего батальона Н. А. фон дер Нонне служит исправляющим должность начальника 1-го отделении штаба Начальника инженеров Военно-инженерного управления Кавказской армии (1864 год)
- штабс-капитан, старший адъютант Начальника инженеров Окружного инженерного Управления (1866—1868)
- Старший адъютант Начальника инженеров Окружного инженерного Управления, капитан, причислен к Главному Управлению Наместника Кавказского с откомандированием в распоряжение строительно-дорожного комитета при том же управлении (1869 год)
- Причислен к Главному Управлению Наместника Кавказского, инженер-капитан (1870—1874)
- Произведен в полковники (1877 год)
- Состоит при Главном Управлении Кавказского Наместника (1881 год)
- Назначен городским инженером при Бакинской городской управе (1881—1894)

### Бакинский период жизни
В 1897 году в Баку была создана плановая комиссия управы. 4 марта 1897 года Бакинская городская дума возложила обязанности о составлении плана города Баку полковнику фон дер Нонне. Фон дер Нонне устраивал плановую комиссию, поскольку с 1881—1894 год был городским инженером и хорошо знал Баку.
В 1898 году инженером фон дер Нонне был составлен «План существующего и проектированного расположения губернского города с показанием предполагаемого урегулирования и распространения». План являлся новым этапным документом для планомерного развития города и одновременно проектным документом, характеризующим быстрый рост. Город застраивался долгие годы под руководством фон дер Нонне, который к тому же был известен как опытный инженер и архитектор. По его проектам были построены много жилых домов в Баку.
4 ноября 1898 года фон дер Нонне официально вступил в должность городского головы города Баку, которую занимал до конца 1902 года. Николай Августович фон дер Нонне умер в 1906 году.